# Gurué
Gurué (Gurúè) ist eine Stadt in Mosambik in der Provinz Zambezia. Bis zur Unabhängigkeit Mosambiks 1975 hieß der Ort Vila Junqueiro. „Gurué“ soll die Bezeichnung der einheimischen Lomwe für das Pekari sein.

## Geographie
Seit 1998 ist Gurué eine Municipio mit einer Fläche von 107 km². Von der Provinzhauptstadt Quelimane, von Nampula und dem malawischen Blantyre ist Gurué jeweils 350 km entfernt. Das Gebiet nördlich der Stadt ist bewaldet und bergig. Hier finden sich zoologische Raritäten, wie der endemische Namuli-Feinsänger. Mit 2419 m ist der Monte Namuli der höchste Berg der Provinz.

## Bevölkerung
Gurué hat 127.074 Einwohner (2009). 1997 waren es noch 99.325.
Der Ort ist Sitz des Bistums Gurué.

## Geschichte
Der Ort wurde im 19. Jahrhundert durch die Portugiesen gegründet. Sie bauten in der Umgebung Teeplantagen auf. Während des Mosambikanischen Bürgerkriegs (1977–1992) verschlechterten sich die Lebensbedingungen. Der Ort litt durch den Wegzug der Retornados, der weißen Portugiesen, und es kam zu Naturkatastrophen.

## Wirtschaft
90 Prozent der Einnahmen kommen aus dem Anbau und der Verarbeitung von Tee. Hier liegen die größten Anbauflächen des Landes. Der Rest der Einnahmen kommt aus dem Anbau von Früchten, Kokospalmen und Kaffee.

## Kultur
Der preisgekrönte Film Tabu – Eine Geschichte von Liebe und Schuld des portugiesischen Regisseurs Miguel Gomes wurde 2012 hier gedreht.